# Dzharacursor
Dzharacursor (corredor de Dzharakuduk) és un gènere extint de dinosaures teròpodes ornitomímids que van viure al Cretaci superior en el que actualment és Uzbekistan, concretament la formació Bissekty. Els fòssils de Dzharacursor van ser descoberts el 1995, i es van classificar com a una nova espècie d'Archaeornitomimus, anomenada A. bissektensis, que era dubtosa i no era mencionada sovint com a espècie vàlida. L'any 2025, es va classificar com a nou gènere. Només consta d'una espècie, Dzharacursor bissektensis.